# Osmi
Osmi (từ tiếng Hy Lạp cổ đại ὀσμή (osmḗ) 'mùi') là một nguyên tố hóa học có ký hiệu Os và số nguyên tử 76. Nó là một kim loại chuyển tiếp cứng, giòn, màu trắng xanh trong nhóm bạch kim, được tìm thấy như một nguyên tố vi lượng trong hợp kim, chủ yếu trong quặng bạch kim. Osmi là nguyên tố xuất hiện trong tự nhiên có mật độ lớn nhất. Khi được đo bằng thực nghiệm bằng phương pháp tinh thể học tia X, nó có mật độ 22,59 g/cm3. Các nhà sản xuất sử dụng hợp kim của nó với bạch kim, iridi và các kim loại thuộc nhóm bạch kim khác để làm đầu bút máy , các điểm tiếp xúc điện và trong các ứng dụng khác đòi hỏi độ bền và độ cứng cực cao.
Osmi là một trong những nguyên tố hiếm nhất trong vỏ Trái Đất, chỉ chiếm 50 phần nghìn tỷ (ppt). Nó được ước tính là khoảng 0,6 phần tỷ trong vũ trụ và do đó là kim loại quý hiếm nhất.

## Tính chất

### Tính chất vật lý
Osmi có màu bạc xám xanh và là nguyên tố ổn định đậm đặc nhất; nó đặc gấp đôi chì và đặc hơn iridi một chút. Tính toán mật độ từ dữ liệu nhiễu xạ tia X có thể tạo ra dữ liệu đáng tin cậy nhất cho các nguyên tố này, cho giá trị là 22,587 ± 0,009 g/cm3 đối với osmi, đậm đặc hơn một chút so với 22,562 ± 0,009 g/cm3 của iridi; cả hai kim loại đều đậm đặc gần 23 lần so với nước và đậm đặc gấp 1+1⁄6 lần so với vàng.
Hệ số phản xạ của các tinh thể osmi đơn lẻ rất phức tạp và phụ thuộc nhiều vào hướng, với ánh sáng ở bước sóng đỏ và cận hồng ngoại bị hấp thụ mạnh hơn khi phân cực song song với trục tinh thể c so với khi phân cực vuông góc với trục c; sự phân cực song song c cũng được phản ánh nhiều hơn một chút trong dải tử ngoại giữa. Hệ số phản xạ đạt mức tối thiểu rõ rệt ở khoảng 1,5 eV (cận hồng ngoại) đối với phân cực song song c và ở mức 2,0 eV (màu cam) đối với phân cực vuông góc c và các cực đại cho cả hai trong phổ nhìn thấy ở khoảng 3,0 eV (xanh lam–tím).
Osmi là một kim loại cứng nhưng giòn, vẫn bóng ngay cả ở nhiệt độ cao. Nó có độ nén rất thấp. Tương ứng, mô đun khối của nó cực kỳ cao, được báo cáo giữa 395 và 462 GPa, sánh ngang với kim cương (443 GPa ). Độ cứng của osmi cao vừa phải ở 4 GPa. Do độ cứng, giòn, áp suất hơi thấp (thấp nhất trong số các kim loại nhóm bạch kim) và điểm nóng chảy rất cao (cao thứ tư trong tất cả các nguyên tố, sau carbon, vonfram và rheni), osmi rắn rất khó gia công, tạo hình hoặc gia công.

### Hóa học
| Trạng thái oxy hóa của osmi | Trạng thái oxy hóa của osmi |
| --------------------------- | --------------------------- |
| −4                          | [OsIn6−xSnx]                |
| −2                          | Na 2[Os(CO) 4]              |
| −1                          | Na 2[Os 4(CO) 13]           |
| 0                           | Os 3(CO) 12                 |
| +1                          | OsI                         |
| +2                          | OsI 2                       |
| +3                          | OsBr 3                      |
| +4                          | OsO 2, OsCl 4               |
| +5                          | OsF 5                       |
| +6                          | OsF 6                       |
| +7                          | OsOF 5                      |
| +8                          | OsO 4, Os(NCH 3) 4          |

Osmi tạo thành các hợp chất có trạng thái oxy hóa nằm trong khoảng từ −4 đến +8. Các trạng thái oxy hóa phổ biến nhất là +2, +3, +4 và +8. Trạng thái oxy hóa +8 đáng chú ý là mức cao nhất đạt được bởi bất kỳ nguyên tố hóa học nào ngoài +9 của iridi và chỉ gặp trong xenon, rutheni, hassi, iridi, và plutoni. Các trạng thái oxy hóa −1 và −2 được biểu diễn bằng hai hợp chất phản ứng Na
2[Os
4(CO)
13] và Na
2[Os(CO)
4] được sử dụng trong quá trình tổng hợp các hợp chất cụm osmi.
Hợp chất phổ biến nhất thể hiện trạng thái oxy hóa +8 là osmi tetroxide . Hợp chất độc hại này được hình thành khi osmi dạng bột tiếp xúc với không khí. Nó là một chất rắn kết tinh màu vàng nhạt, rất dễ bay hơi, hòa tan trong nước, có mùi mạnh. Bột osmi có mùi đặc trưng của osmi tetroxide. Osmi tetroxide tạo thành các osmate màu đỏ OsO
4(OH)2−
2 khi phản ứng với bazơ. Với amonia, nó tạo thành nitrido-osmate OsO
3N−
. Osmi(VIII) oxide sôi ở 130 °C và là chất oxy hóa mạnh. Ngược lại, osmi(IV) oxide (OsO2) có màu đen, không bay hơi, ít phản ứng và ít độc hại hơn nhiều.
Chỉ có hai hợp chất osmi có ứng dụng chính: osmi tetroxide để nhuộm mô trong kính hiển vi điện tử và để oxy hóa alken trong tổng hợp hữu cơ, và các osmate không bay hơi cho các phản ứng oxy hóa hữu cơ.
Osmi pentafluoride (OsF
5) đã được biết, nhưng osmi trifluoride (OsF
3) chưa được tổng hợp. Các trạng thái oxy hóa thấp hơn được ổn định bởi các halogen lớn hơn, do đó trichloride, tribromide, triiodide và thậm chí diiodide đã được biết đến. Trạng thái oxy hóa +1 chỉ được biết đến với osmi monoiodide (OsI), trong khi một số phức hợp carbonyl của osmi, chẳng hạn như triosmi dodecacarbonyl (Os
3(CO)
12), đại diện cho trạng thái oxy hóa 0.
Nói chung, các trạng thái oxy hóa thấp hơn của osmi được ổn định bởi các phối tử là chất cho σ tốt (chẳng hạn như amin) và chất nhận π (hợp chất dị vòng chứa nitơ). Các trạng thái oxy hóa cao hơn được ổn định bởi các chất cho σ- và π mạnh, chẳng hạn như O2−
 và N3−
.
Mặc dù có nhiều loại hợp chất ở nhiều trạng thái oxy hóa, osmi ở dạng khối ở nhiệt độ và áp suất thông thường ổn định trong không khí, chống lại sự "tấn công" của tất cả các acid, bao gồm cả nước vương thủy, nhưng bị "tấn công" bởi kiềm nóng chảy, acid nitric nóng, và nước vương thủy nóng.

### Đồng vị
Osmi có bảy đồng vị xuất hiện tự nhiên, năm trong số đó ổn định: 187
Os, 188
Os, 189
Os, 190
Os, và 192
Os (phổ biến nhất). 186
Os trải qua quá trình phân rã alpha với chu kỳ bán rã dài (2,0±11)×1015 năm, xấp xỉ 140.000 lần tuổi của vũ trụ, mà đối với các mục đích thực tế, nó có thể được coi là ổn định. 184
Os cũng được biết là trải qua quá trình phân rã alpha với chu kỳ bán rã là (1,12±23)×1013 năm. Sự phân rã alpha được dự đoán cho tất cả các đồng vị xuất hiện tự nhiên khác, nhưng điều này chưa bao giờ được quan sát thấy, có lẽ là do chu kỳ bán rã rất dài. Người ta dự đoán rằng 184
Os và 192
Os có thể trải qua quá trình phân rã beta kép, nhưng hiện tượng phóng xạ này vẫn chưa được quan sát thấy.
187
Os là sản phẩm phân rã của 187
Re (chu kỳ bán rã 4,56×1010 năm) và được sử dụng rộng rãi trong việc xác định niên đại trên mặt đất cũng như đá thiên thạch (xem Rhenium–osmium dating). Nó cũng đã được sử dụng để đo cường độ phong hóa lục địa theo thời gian địa chất và để ấn định độ tuổi tối thiểu để ổn định rễ lớp phủ của các nền cổ lục địa. Sự phân rã này là lý do tại sao các khoáng chất giàu rheni lại giàu 187
Os. một cách bất thường. Tuy nhiên, ứng dụng đáng chú ý nhất của đồng vị osmi trong địa chất là kết hợp với sự phong phú của iridi, để mô tả lớp thạch anh bị sốc dọc theo ranh giới Creta–Paleogen đánh dấu sự tuyệt chủng của loài khủng long không phải chim 65 triệu năm trước.

## Lịch sử
Osmi được phát hiện vào năm 1803 bởi Smithson Tennant và William Hyde Wollaston ở London, Anh. Việc phát hiện ra osmi gắn liền với việc phát hiện ra bạch kim và các kim loại khác thuộc nhóm bạch kim . Bạch kim đến châu Âu dưới dạng platina ("bạc nhỏ"), lần đầu tiên được bắt gặp vào cuối thế kỷ 17 tại các mỏ bạc xung quanh Sở Chocó , ở Colombia. Việc phát hiện ra rằng kim loại này không phải là một hợp kim, mà là một nguyên tố mới khác biệt, được công bố vào năm 1748. Các nhà hóa học nghiên cứu bạch kim đã hòa tan nó trong nước vương thủy (một hỗn hợp của acid clohydric và acid nitric ) để tạo muối hòa tan. Họ luôn quan sát thấy một lượng nhỏ cặn tối màu, không hòa tan. Joseph Louis Proust nghĩ rằng cặn là than chì. Victor Collet-Descotils, Antoine François, comte de Fourcroy, và Louis Nicolas Vauquelin cũng đã quan sát thấy iridi trong cặn bạch kim đen vào năm 1803, nhưng không thu được đủ vật liệu cho các thí nghiệm tiếp theo. Sau đó, hai nhà hóa học người Pháp Fourcroy và Vauquelin đã xác định được một kim loại trong cặn bạch kim mà họ gọi là ptène.
Năm 1803, Smithson Tennant đã phân tích cặn không hòa tan và kết luận rằng nó phải chứa một kim loại mới. Vauquelin đã xử lý bột xen kẽ với kiềm và acid và thu được một oxide mới dễ bay hơi, mà ông tin rằng đó là của kim loại mới này—mà ông đặt tên là ptene, từ tiếng Hy Lạp πτηνος (ptènos) có nghĩa là có cánh. Tuy nhiên, Tennant, người có lợi thế về lượng cặn lớn hơn nhiều, tiếp tục nghiên cứu của mình và xác định được hai nguyên tố chưa được khám phá trước đó trong cặn đen, iridi và osmi. Ông thu được dung dịch màu vàng (có thể là của cis–[Os(OH)2O4]2−) bằng phản ứng với natri hydroxide ở nhiệt độ đỏ. Sau khi acid hóa, ông đã có thể chưng cất OsO4 đã tạo thành. Ông đặt tên nó là osmi theo tiếng Hy Lạp osmḗ có nghĩa là "mùi", vì mùi khói và tro của osmi tetroxide dễ bay hơi. Khám phá về các nguyên tố mới được ghi lại trong một bức thư gửi cho Hội Hoàng gia Luân Đôn vào ngày 21 tháng 6 năm 1804.
Urani và osmi là chất xúc tác ban đầu của trong phương pháp Haber, phản ứng cố định đạm của nitơ và hydro để tạo ra amonia, tạo ra đủ năng suất để làm cho quy trình thành công về mặt kinh tế. Vào thời điểm đó, một nhóm tại BASF do Carl Bosch lãnh đạo đã mua hầu hết nguồn cung osmi trên thế giới để sử dụng làm chất xúc tác. Ngay sau đó, vào năm 1908, các chất xúc tác rẻ hơn dựa trên sắt và oxide sắt đã được giới thiệu bởi cùng một nhóm cho các nhà máy thí điểm đầu tiên, loại bỏ nhu cầu về osmi hiếm và đắt tiền.
Ngày nay osmi thu được chủ yếu từ quá trình xử lý quặng bạch kim và nickel.

## Sự phổ biến

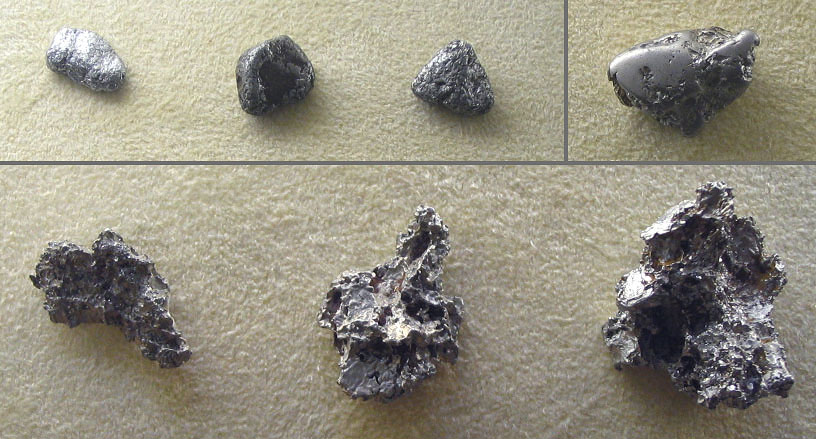
Bạch kim tự nhiên chứa dấu vết của các kim loại nhóm bạch kim khác.

Osmi là nguyên tố ổn định ít phong phú nhất trong lớp vỏ Trái Đất, với tỷ lệ khối lượng trung bình là 50 phần nghìn tỷ trong lớp vỏ lục địa.
Osmi được tìm thấy trong tự nhiên dưới dạng nguyên tố không kết hợp hoặc trong hợp kim tự nhiên; đặc biệt là các hợp kim iridi–osmi, osmiridi (giàu iridi) và iridosmi (giàu osmi). Trong các mỏ niken và đồng , các kim loại nhóm bạch kim xuất hiện dưới dạng sulfide ( ví dụ: (Pt,Pd)S ), teluride (ví dụ: PtBiTe ), antimonide (ví dụ: PdSb ) và arsenide (ví dụ: PtAs
2); trong tất cả các hợp chất này, bạch kim được trao đổi bởi một lượng nhỏ iridi và osmi. Như với tất cả các kim loại nhóm bạch kim, osmi có thể được tìm thấy tự nhiên trong các hợp kim với nickel hoặc đồng.
Trong lớp vỏ Trái Đất, osmi, giống như iridi, được tìm thấy ở nồng độ cao nhất trong ba loại cấu trúc địa chất: trầm tích đá lửa (sự xâm nhập của lớp vỏ từ bên dưới), hố va chạm và trầm tích được làm lại từ một trong những cấu trúc cũ. Trữ lượng sơ cấp lớn nhất được biết đến là ở Khu phức hợp đá lửa Bushveld ở Nam Phi, mặc dù các mỏ đồng–niken lớn gần Norilsk ở Nga và Lưu vực Sudbury ở Canada cũng là những nguồn osmi đáng kể. Dự trữ nhỏ hơn có thể được tìm thấy ở Hoa Kỳ. Các trầm tích phù sa được sử dụng bởi người tiền Colombo, những người ở Chocó Department, Colombia, vẫn là nguồn cung cấp các kim loại nhóm bạch kim. Lớp trầm tích phù sa lớn thứ hai được tìm thấy ở dãy núi Ural, Nga, hiện vẫn đang được khai thác.

## Sản xuất

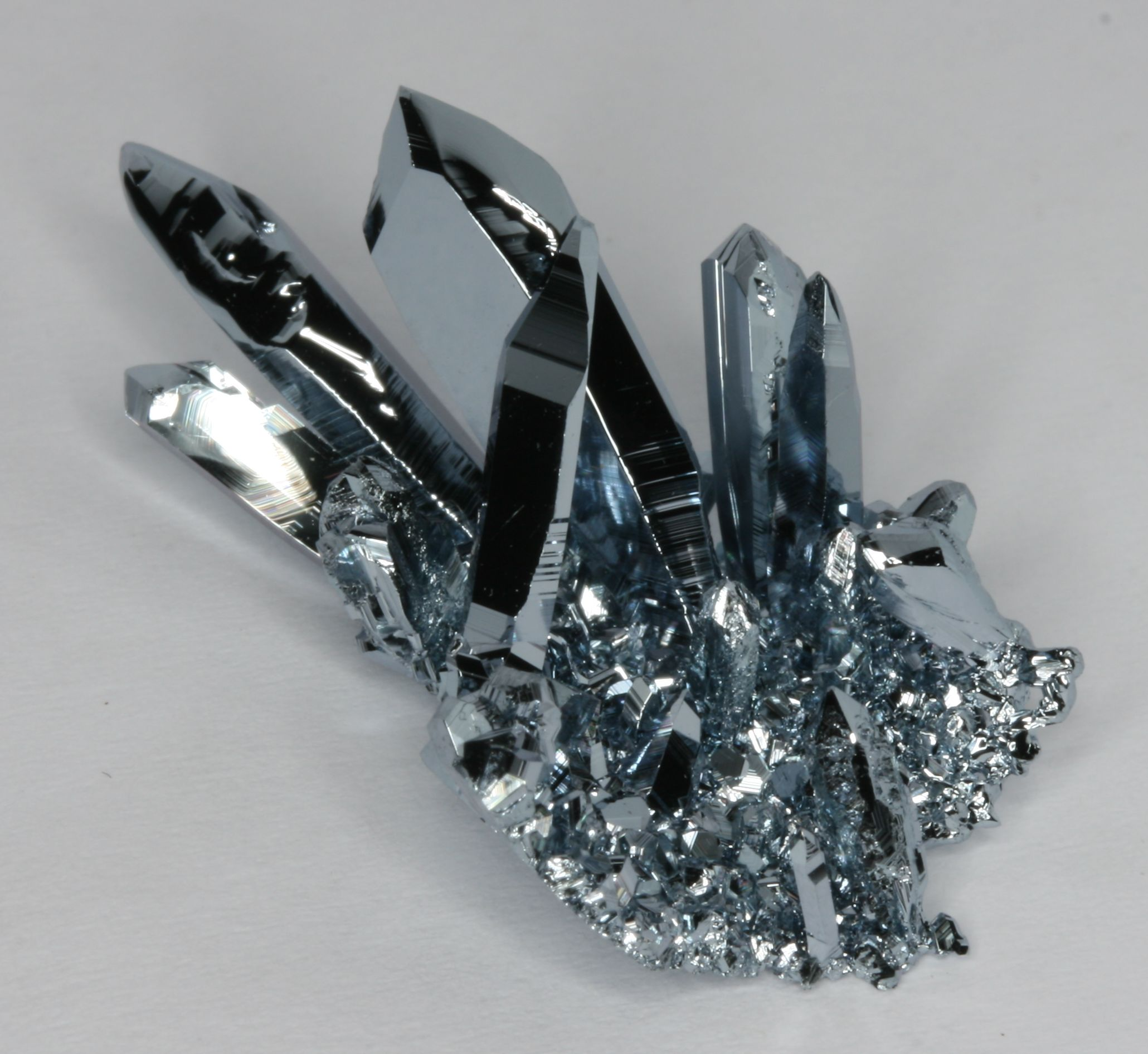
Tinh thể osmi, phát triển bằng cách vận chuyển hơi hóa học.

Osmi thu được trên thị trường dưới dạng sản phẩm phụ từ quá trình khai thác và chế biến nickel và đồng. Trong quá trình tinh chế đồng và niken bằng điện, các kim loại quý như bạc, vàng và các kim loại nhóm bạch kim, cùng với các nguyên tố phi kim loại như seleni và teluri, lắng xuống đáy tế bào dưới dạng bùn cực dương , tạo thành nguyên liệu ban đầu cho khai thác của họ. Để tách các kim loại, trước tiên chúng phải được đưa vào dung dịch. Một số phương pháp có thể đạt được điều này, tùy thuộc vào quá trình tách và thành phần của hỗn hợp. Hai phương pháp đại diện là phản ứng tổng hợp với natri peroxide tiếp theo là hòa tan trong nước vương thủy, và hòa tan trong hỗn hợp chlor với acid clohydric. Osmi, rutheni, rhodi, và iridi có thể được tách ra khỏi bạch kim, vàng, và các kim loại cơ bản nhờ tính không hòa tan của chúng trong nước vương thủy, để lại cặn rắn. Rhodi có thể được tách ra khỏi cặn bằng cách xử lý với natri bisulfat nóng chảy. Phần cặn không hòa tan, chứa rutheni, osmi và iridi, được xử lý bằng natri oxide, trong đó Ir không tan, tạo ra muối rutheni và osmi tan trong nước. Sau khi oxy hóa thành các oxide dễ bay hơi, RuO
4 được tách ra khỏi OsO
4bằng cách kết tủa (NH4)3RuCl6 với amoni clorua.
Sau khi được hòa tan, osmi được tách ra khỏi các kim loại nhóm bạch kim khác bằng cách chưng cất hoặc chiết xuất bằng dung môi hữu cơ của osmi tetroxide dễ bay hơi. Phương pháp đầu tiên tương tự như thủ tục được sử dụng bởi Tennant và Wollaston. Cả hai phương pháp đều phù hợp cho sản xuất quy mô công nghiệp. Trong cả hai trường hợp, sản phẩm được khử bằng hydro, thu được kim loại ở dạng bột hoặc bọt biển có thể được xử lý bằng kỹ thuật luyện kim bột.
Cả nhà sản xuất và Cục Khảo sát Địa chất Hoa Kỳ đều không công bố bất kỳ số lượng sản xuất nào đối với osmi. Năm 1971, ước tính sản lượng osmi của Hoa Kỳ như một sản phẩm phụ của tinh chế đồng là 2000  troy ounce (62 kg). Từ năm 2010 đến 2019, lượng osmi nhập khẩu hàng năm của Hoa Kỳ dao động từ dưới 0,5 kg đến 856 kg, trung bình 157 kg/năm.
Một phương pháp để sản xuất osmi là từ rheni. 187
Re, xảy ra 62,6% trong tự nhiên, có thể hấp thụ neutron để trở thành 188
Re. Đồng vị này có chu kỳ bán rã ngắn, khoảng 17 giờ; phân rã thành 188
Os, chiếm 13,24% trong tự nhiên.

## Ứng dụng
Do tính dễ bay hơi và cực độc của oxide của nó, osmi hiếm khi được sử dụng ở trạng thái nguyên chất mà thay vào đó thường được hợp kim với các kim loại khác cho các ứng dụng chịu mài mòn cao. Các hợp kim osmi chẳng hạn như osmiridi rất cứng và cùng với các kim loại nhóm bạch kim khác, được sử dụng làm đầu bút máy, trục của dụng cụ và các điểm tiếp xúc điện vì chúng có thể chống mài mòn do hoạt động thường xuyên. Chúng cũng được sử dụng cho đầu kim của máy quay đĩa trong thời kỳ cuối 78 vòng/phút và đầu kỷ nguyên "LP" và "45", khoảng năm 1945 đến 1955. Đầu kim bằng hợp kim osmi bền hơn đáng kể so với đầu kim bằng thép và crom, nhưng bị mòn nhanh hơn nhiều so với cạnh tranh, và tốn kém hơn,đầu bằng sapphire và kim cương, vì vậy chúng đã bị ngừng sản xuất.
Osmi tetroxide đã được sử dụng trong phát hiện dấu vân tay và nhuộm mô mỡ cho kính hiển vi quang học và điện tử. Là một chất oxy hóa mạnh, nó liên kết chéo các lipid chủ yếu bằng cách phản ứng với các liên kết carbon–carbon không bão hòa và do đó vừa cố định màng sinh học tại chỗ trong các mẫu mô vừa đồng thời nhuộm màu chúng. Do các nguyên tử osmi cực kỳ dày đặc điện tử, nhuộm osmi giúp tăng đáng kể độ tương phản của hình ảnh trong các nghiên cứu về vật liệu sinh học bằng kính hiển vi điện tử truyền qua (TEM). Mặt khác, những vật liệu carbon đó có độ tương phản TEM rất yếu. Một hợp chất osmi khác, osmi ferricyanide (OsFeCN), thể hiện tác dụng cố định và nhuộm màu tương tự.
Tetroxide và dẫn xuất kali osmate của nó là những chất oxy hóa quan trọng trong tổng hợp hữu cơ. Đối với quá trình dihydroxyl hóa không đối xứng Sharpless, sử dụng osmate để chuyển đổi liên kết đôi thành diol phụ, Karl Barry Sharpless đã được trao giải Nobel Hóa học năm 2001. OsO4 rất tốn kém cho việc sử dụng này, vì vậy KMnO4 thường được sử dụng thay thế, mặc dù sản lượng thuốc thử hóa học rẻ hơn này ít hơn.
Năm 1898, nhà hóa học người Áo Auer von Welsbach đã phát triển Oslamp với dây tóc làm bằng osmi, mà ông đã giới thiệu thương mại vào năm 1902. Chỉ sau một vài năm, osmi đã được thay thế bằng wolfram, chất này phổ biến trong tự nhiên hơn (và do đó rẻ hơn) và ổn định hơn . Volfram có điểm nóng chảy cao nhất trong số tất cả các kim loại, và việc sử dụng nó trong bóng đèn làm tăng hiệu quả phát sáng và tuổi thọ của đèn sợi đốt.
Nhà sản xuất bóng đèn Osram (được thành lập năm 1906, khi ba công ty của Đức, Auer-Gesellschaft, AEG và Siemens & Halske, kết hợp các cơ sở sản xuất đèn của họ) lấy tên ghép từ tên của osmi và wolfram.
Giống như paladi, osmi dạng bột hấp thụ hiệu quả các nguyên tử hydro. Điều này có thể làm cho osmi trở thành ứng cử viên tiềm năng cho điện cực pin hydride kim loại. Tuy nhiên, osmi đắt tiền và sẽ phản ứng với kali hydroxide, chất điện phân pin phổ biến nhất.
Osmi có hệ số phản xạ cao trong dải cực tím của phổ điện từ; ví dụ, ở 600 Å osmi có hệ số phản xạ gấp đôi so với vàng. Hệ số phản xạ cao này là mong muốn trong các máy quang phổ UV đặt trong không gian, vốn đã giảm kích thước gương do hạn chế về không gian. Những chiếc gương phủ osmi đã được bay trong một số sứ mệnh không gian trên Tàu con thoi, nhưng rõ ràng là các gốc oxy trong quỹ đạo Trái Đất tầm thấp đủ dồi dào để làm suy giảm đáng kể lớp osmi.

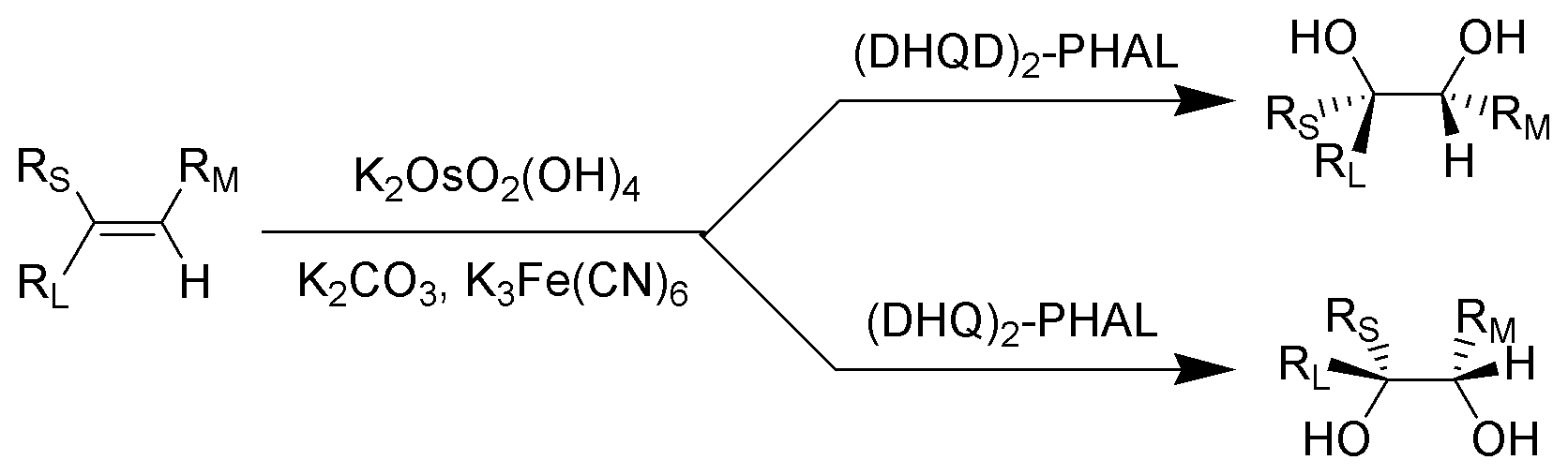
Dihydroxyl hóa Sharpless (Sharpless dihydroxylation): RL = nhóm thế lớn nhất; RM = nhóm thế cỡ trung bình; RS = nhóm thế nhỏ nhất.
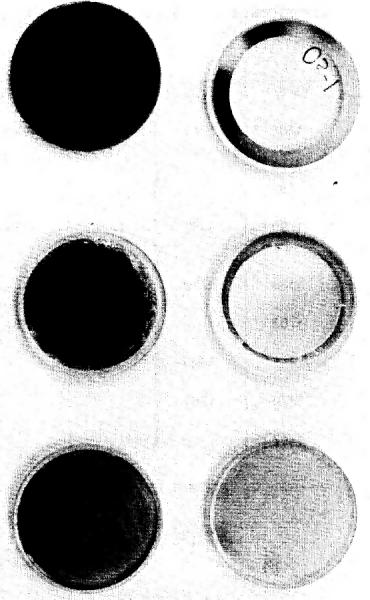
Sự xuất hiện sau chuyến bay của các gương Os, Ag và Au từ phía trước (hình ảnh bên trái) và các tấm phía sau của tàu con thoi. Làm đen cho thấy quá trình oxy hóa do chiếu xạ bởi các nguyên tử oxy.

## Độc tính
Số lượng lớn osmi kim loại là vô hại và không phản ứng mạnh. Thay vào đó, mối quan tâm an toàn quan trọng nhất là khả năng hình thành osmi tetroxide (OsO4), vừa dễ bay hơi vừa rất độc. Phản ứng này thuận lợi về mặt nhiệt động ở nhiệt độ phòng, nhưng tốc độ phụ thuộc vào diện tích bề mặt của kim loại. Do đó, vật liệu khối ít nguy hiểm hơn so với bột, phản ứng đủ nhanh để các mẫu đôi khi có thể có mùi giống như OsO4 nếu chúng được xử lý trong không khí.

## Giá
Giữa năm 1990 và 2010, giá danh nghĩa của kim loại osmi gần như không đổi, trong khi lạm phát làm giảm giá trị thực từ ~950 USD/ounce xuống còn ~600 USD/ounce. Bởi vì osmi có ít ứng dụng thương mại nên nó không được giao dịch nhiều và giá cả hiếm khi được báo cáo.